# Ctenomys conoveri
Ctenomys conoveri је врста глодара (Rodentia) из породице туко-тукоа (Ctenomyidae).

## Распрострањење
Ареал врсте је ограничен на мањи број држава. Врста је присутна у Боливији, Парагвају и (непотврђено) Аргентини.

## Станиште
Станиште врсте је жбунаста вегетација.

## Угроженост
Ова врста је наведена као последња брига, јер има широко распрострањење и честа је врста.